# László Borbély
László Borbély, né le 26 mars 1954 à Târgu Mureș, est un homme politique roumain de la minorité magyare, membre de l'Union démocrate magyare de Roumanie (UDMR).

## Biographie
Il a obtenu licence de sciences économiques à l'université de Timișoara en 1977, et travaillé comme économiste jusqu'en 1990. Élu cette année-là à la Chambre des députés, il est nommé, en 1996, secrétaire d'État au ministère des Travaux publics. Il occupe ce poste quatre ans, puis retrouve son mandat parlementaire. En 1998, il est désigné vice-président de l'UDMR.
Le 29 décembre 2004, il devient ministre délégué aux Travaux publics et à l'Aménagement du territoire, auprès du ministre des Transports, dans le premier gouvernement du libéral Călin Popescu-Tăriceanu. Lorsque celui-ci forme, le 5 avril 2007, un nouveau cabinet, il le nomme ministre du Développement régional, des Travaux publics et du Logement. Au cours de l'année 2008, il perd la vice-présidence de l'UDMR, et son département ministériel le 22 décembre, conservant toutefois son siège de député.
Il est rappelé au gouvernement le 23 décembre 2009, en tant que ministre de l'Environnement et des Forêts, par le Premier ministre conservateur Emil Boc. Il démissionne le 5 avril 2012, deux mois après l'entrée en fonction du nouveau chef du gouvernement, Mihai Răzvan Ungureanu.